# Stazione di Castellucchio
Stazione di Castellucchio vasútállomás Olaszországban, Lombardia régióban, Castellucchio településen.

## Vasútvonalak
Az állomást az alábbi vasútvonalak érintik:
- Pavia–Mantua-vasútvonal

## Kapcsolódó állomások
A vasútállomáshoz az alábbi állomások vannak a legközelebb:
- Stazione di Mantova
- Stazione di Ospitaletto Mantovano